# Gare de Frenda
La gare de Frenda est une gare ferroviaire algérienne située sur le territoire de la commune d'Aïn Kermes, dans la wilaya de Tiaret.

## Situation ferroviaire
Établie à une altitude de 1 216 m, la gare est située au point kilométrique (PK) 120 de la ligne de Saïda à Tiaret dont elle est actuellement la gare terminus. Elle est précédée de la gare de Aïn Kermes et sera suivie de la gare de Tiaret lorsque les travaux de construction du second tronçon de la ligne seront achevés, d'ici fin 2024 ou 2025,.
| \| Tiaret Aïn Kermes Frenda \| Localisation de la gare de Frenda dans la wilaya de Tiaret. |
| Tiaret Aïn Kermes Frenda                                                                   |

## Histoire
La gare est mise en service le 30 janvier 2023 lors de l'inauguration de la ligne de Saïda à Tiaret,.

## Service des voyageurs

### Desserte
La gare est desservie par les trains régionaux de la liaison Sidi Bel Abbès - Frenda.